# Aborto en Arizona
El aborto en el estado estadounidense de Arizona es legal hasta el punto de viabilidad fetal como resultado de la incorporación de la Propuesta 139 en la Constitución del estado de Arizona.
Como territorio, Arizona prohibió el aborto en 1864, y aunque la ley dejó de ser aplicable tras la sentencia del caso Roe contra Wade del Tribunal Supremo de EE. UU. en 1973, siguió en vigor. La implementación de la prohibición total del aborto fue impedida por una medida cautelar en el caso Nelson v. Planned Parenthood de Arizona de 1973, que basó su decisión exclusivamente en Roe. La decisión del Tribunal Supremo de Estados Unidos en junio de 2022 en el caso Dobbs contra Jackson Women's Health Organization anuló Roe. La orden judicial, que fue levantada el 23 de septiembre de 2022 por un juez del tribunal superior del condado de Pima, fue restablecida temporalmente por el Tribunal de Apelaciones de Arizona el 7 de octubre de 2022. El 30 de diciembre de 2022, el Tribunal de Apelaciones de Arizona dictaminó que las sanciones penales de la ley de 1864 no podían aplicarse.
El 9 de abril de 2024, el Tribunal Supremo de Arizona, controlado por los republicanos, dictaminó en el caso Planned Parenthood Arizona contra Mayes que la ley de 1864 podía aplicarse. Esta prohibición fue derogada mediante una ley aprobada por legisladores demócratas y cinco republicanos en la legislatura del estado de Arizona, y firmada por la gobernadora de Arizona, Katie Hobbs, el 2 de mayo de 2024. La derogación entró en vigor 90 días después de que finalizara la sesión legislativa, el 14 de septiembre de 2024. Sin embargo, la fiscal general, la demócrata Kris Mayes, no aplicó la prohibición mientas estuvo en vigor.
El aborto y la religión se han cruzado en el estado, particularmente en el caso de la Hermana Margaret Mary McBride, R.S.M., una Hermana de la Misericordia.
En una encuesta realizada en 2014 por Pew Research Center, el 49% de los adultos de Arizona dijo que el aborto debería ser legal en todos o en la mayoría de los casos, mientras que el 47% dijo que debería ser ilegal en todos o en la mayoría de los casos. En una encuesta realizada en 2022 a 938 votantes registrados de Arizona por OH Predictive Insights, el 87% dijo que quería que el aborto siguiera siendo legal en todos o algunos casos.